# Hải Thự
Hải Thự (chữ Hán phồn thể: 海曙區, chữ Hán giản thể: 海曙区, bính âm: Hǎishǔ Qū, âm Hán Việt: Hải Thự khu) là một quận thuộc địa cấp thị Ninh Ba, tỉnh Chiết Giang, Cộng hòa Nhân dân Trung Hoa. Quận Hải Thự có diện tích 29 km², dân số 280.000 người. Mã số bưu chính của quận này là 315000. Chính quyền quận đóng ở số 229, đường Linh Kiều. Về mặt hành chính, quận Hải Thự được chia thành 8 nhai đạo. Các đơn vị này lại được chia ra thành 66 xã khu, 16 thôn hành chính.
- Nhai đạo biện sự xứ: Linh Tháp, Nguyệt Hồ, Cổ Lâu, Nam Môn, Tây Môn, Bạch Vân, Đoạn Đường, Vọng Xuân.